# Nachman Blumental
Nachman Blumental, vor 1944 Nahman Blumenthal (geboren 12. Mai 1902 in Borszczów, Österreich-Ungarn; gestorben 8. November 1983 in Tel Aviv), war ein polnisch-israelischer Historiker.

## Leben
Nahman Blumenthals Besuch des Realgymnasium wurde vom Ersten Weltkrieg unterbrochen, so dass er erst 1922 die Matura machte. Er studierte ab 1923 Literatur an der Universität Warschau und machte 1928 das erste Examen mit der Arbeit Idea jasna i wyraźna u Descartes’a i Locke’a. 1934 folgte seine Magisterarbeit über Metaphern (O przenośni). Er arbeitete als Lehrer in Lublin. Seine Essays und Literaturkritiken erschienen vor dem Zweiten Weltkrieg in Warschau in jiddischen Zeitungen und Zeitschriften wie Literarishe bleter, Vokhnblat, Arbeter-tsaytung, Foroys, im Lubliner Tugblat und im Lodzscher Dos naye lebn. Er übersetzte den Roman Die Bauern (Chłopi) des Nobelpreisträgers Władysław Stanisław Reymont in einer gekürzten Fassung ins Jiddische. Während der deutschen Besetzung Polens flüchtete er in die Sowjetunion.
Nach Kriegsende, als die Masse der Jiddischlesenden ermordet war, schrieb er für die Bleter far geshikhte in Warschau. Zu den Gedichten des Holocaustopfers Simkha-Bunim Shayevitsh schrieb er 1946 das Vorwort. Er gab 1946 den Dokumentenband Ruch Podziemny für die Jüdische Historische Kommission heraus und stellte mit Słowa niewinne ein Wörterbuch der deutschen Nazisprache zusammen, dessen erster Band bis zum Buchstaben I 1947 erschien.
Blumental arbeitete schon vor Kriegsende für die Jüdische Historische Kommission (CŻKH), die den Mord an den Juden dokumentieren wollte. Deren Initiator Philip Friedman musste Polen bereits 1946 verlassen. Blumental wurde daher 1947 Direktor des Jüdischen Historischen Instituts in Warschau. Er arbeitete als Sachverständiger in verschiedenen NS-Prozessen in Polen. Im Prozess gegen Amon Göth in Krakau 1946 waren Michał Borwicz und er die Berichterstatter für die Zeugen. Im Prozess gegen Rudolf Höß war er der Hauptgutachter der Anklage. Seine Kollegen in der Kommission verlangten von ihm, dass er den Schwerpunkt seiner vierstündigen Zeugenaussage auf das jüdische Leid legen sollte, Blumental dagegen blieb bei seiner Analyse, dass der Lebensraumplan der Deutschen keinen Unterschied zwischen den Völkern Osteuropas gemacht habe.
1949 übernahmen die Kommunisten in Polen auch die Leitung des Instituts, und Blumental musste 1950 aus Polen nach Israel emigrieren. Er zog in den Kibbuz Lochamej haGeta’ot („Ghettokämpfer“). Dort arbeitete er beim Haus der Ghettokämpfer und auch als Forscher und Herausgeber für Yad Vashem. Ab 1953 gab er in Israel Dapim leḥeker hashoah vehamered („Seiten zur Erforschung der Schoa und des Widerstandes“) beim Kibbutz Hameuḥad heraus.

## Schriften (Auswahl)
- Słowa niewinne, wyd. Centralna Żydowska Komisja Historyczna, Kraków-Łódź-Warszawa 1947
- Di yidishe shprakh un der kamf kegn natsi-rezhim. Bleter far geshikhte1, nos.3–4 (1948): S. 106–124
- Darko shel Judenrat: Te'udot mi-Ghetto Bialystok [Der Weg eines Judenrats. Dokumente aus dem Ghetto Bialystok]. From the Yad Vashem Archives, Vol. IV, Jerusalem 1962 (hebr. mit engl. Einführung).
- Shmuesn vegn der yidisher literatur unter der daytsher okupatsye. Buenos Aires: Association of Polish Jews, 1966
- Tsurikblikn [Blick zurück]. Tel Aviv: Hamenorah, 1973
- Verter un vertlekh fun der khurbn-tkufe [Wörter und Sprüche aus dem Holocaust]. Tel Aviv: Peretz Publ., 1981